# Ted Farmer
Ted Farmer, all'anagrafe James Edward Colm Farmer (Rowley Regis, 21 gennaio 1940) è un ex calciatore inglese, di ruolo attaccante.

## Carriera

### Club
Dopo aver giocato in vari club minori a livello giovanile nel 1959, all'età di 19 anni, si trasferisce al Wolverhampton, club della prima divisione inglese, con cui trascorre però la stagione 1959-1960 aggregato alle giovanili; fa infatti il suo esordio tra i professionisti solamente nel corso della stagione 1960-1961, imponendosi fin dalle sue primissime partite (già all'esordio, il 24 settembre 1960, segna una doppietta al Manchester Utd) come uno dei migliori attaccanti dell'intero campionato inglese: oltre a giocare 3 partite in Coppa dei Campioni, gioca infatti 27 partite di campionato nelle quali segna 28 reti, piazzandosi al quinto posto nella classifica marcatori del campionato (ma, di fatto, ad un solo gol di distanza dal secondo posto). Anche nella stagione 1961-1962 inizia con buone medie realizzative, andando in gol per 5 volte in 11 presenze, terminando però anzitempo la stagione stessa a causa di una grave frattura ad una gamba, che compromette anche parte della stagione 1962-1963, nella quale infatti gioca solamente 13 partite, nelle quali peraltro segna 9 reti. Anche dopo il rientro dall'infortunio Farmer continua a subire diversi altri infortuni minori che gli impediscono di giocare con continuità, tanto che al termine della stagione 1963-1964, nella quale segna 2 reti in sole 6 partite giocate, si ritira all'età di soli 24 anni, dopo un totale di 57 presenze e 44 reti in partite di campionato (tutte in prima divisione).

### Nazionale
Nel 1961 ha segnato 5 reti in 2 presenze con la nazionale inglese Under-23.

## Palmarès

### Club

#### Competizioni nazionali
- FA Charity Shield: 1

Wolverhampton: 1960